# پارک ملی آپاراتوس دا سرا
پارک ملی آپاراتوس دا سرا (به پرتغالی: Parque Nacional de Aparados da Serra) یک پارک ملی در برزیل است که در ریو گرانده جنوبی واقع شده‌است.